# Trametes maxima
Trametes maxima är en svampart som först beskrevs av Jean François Montagne, och fick sitt nu gällande namn av A. David & Rajchenb. 1985. Trametes maxima ingår i släktet Trametes och familjen Polyporaceae.   Inga underarter finns listade i Catalogue of Life.